# Discographie de Mireille Mathieu
Cet article présente la discographie de Mireille Mathieu.
Mireille Mathieu commence sa carrière en 1965 et connaît son premier grand succès en 1966 avec Mon credo. Se façonnant un répertoire regroupant environ 1 200 chansons, interprétées en de nombreuses langues, elle devient une figure de la chanson française à l'échelle internationale.
Parmi les chansons les plus connues de son répertoire figurent notamment Qu'elle est belle, Paris en colère, La dernière valse, J'ai gardé l'accent, Pardonne-moi ce caprice d'enfant, Une histoire d'amour, Acropolis adieu, La Paloma adieu, Mille colombes, Santa Maria de la Mer, Une femme amoureuse, Bravo tu as gagné ou encore Together We're Strong (avec Patrick Duffy).
Plusieurs chiffres apparaissent dans les médias au sujet de ses ventes de disques,,,.

En France, pays où elle a classé 24 chansons dans le Top 10 et reçu 8 disques d'or, le total de ses ventes est estimé à 23 millions,.
Elle a également classé 6 chansons dans le Top 10 autrichien et 5 dans le Top 10 allemand, et reçu 4 disques d'or au Canada.

## Albums

### Albums studio

#### Albums studio en français
- 1966 : En direct de l'Olympia
- 1966 : Mireille Mathieu
- 1966 : Made in France
- 1968 : Le merveilleux petit monde de Mireille Mathieu chante Noël
- 1968 : Sweet souvenirs
- 1969 : La première étoile
- 1969 : Olympia
- 1970 : Mireille... Mireille...
- 1971 : Bonjour Mireille
- 1972 : Chante Francis Lai
- 1972 : Mireille Mathieu
- 1973 : C'est l'amour et la vie que je te dois
- 1973 : Olympia
- 1974 : Le vent de la nuit
- 1974 : Chante Ennio Morricone
- 1975 : Apprends-moi
- 1976 : Et tu seras poète
- 1977 : Sentimentalement vôtre
- 1978 : Fidèlement vôtre
- 1979 : Romantiquement vôtre
- 1979 : Chante Paul Anka
- 1980 : Un peu... beaucoup... passionnément...
- 1981 : Je vous aime
- 1982 : Trois milliards de gens sur Terre
- 1983 : Je veux l'aimer
- 1984 : Chanter
- 1985 : Les grandes chansons françaises
- 1985 : La Demoiselle d'Orléans
- 1986 : Après toi
- 1987 : Rencontres de femmes
- 1989 : L'Américain
- 1990 : Ce soir je t'ai perdu
- 1991 : Mireille Mathieu
- 1993 : Chante Piaf
- 1995 : Vous lui direz
- 2002 : De tes mains
- 2005 : Mireille Mathieu
- 2018 : Mes classiques

| Année | Album                             | Classements | Classements | Classements | Classements | Classements | Classements | Classements | Classements | Classements | Classements | Classements | Classements | Classements | Classements | Classements | Classements | Certifications |
| Année | Album                             | É-U         | CAN         | R-U         | IRL         | FRA         | BE/W        | BE/F        | SUI         | ITA         | ESP         | P-B         | ALL         | AUT         | SUE         | FIN         | AUS         | Certifications |
| ----- | --------------------------------- | ----------- | ----------- | ----------- | ----------- | ----------- | ----------- | ----------- | ----------- | ----------- | ----------- | ----------- | ----------- | ----------- | ----------- | ----------- | ----------- | -------------- |
| 1966  | En direct de l'Olympia            | -           | -           | -           |             |             |             |             |             |             |             |             | 14          |             |             | -           |             |                |
| 1966  | Mireille Mathieu                  | -           | -           | 39          |             |             |             |             |             |             |             |             | 5           |             |             | -           |             |                |
| 1968  | Sweet souvenirs                   | -           | -           | -           |             |             |             |             |             |             |             |             | 13          |             |             | -           |             |                |
| 1969  | La première étoile                | -           | -           | -           |             |             |             |             |             |             |             | 17          | -           |             |             | -           |             |                |
| 1969  | Olympia                           | -           | -           | -           |             |             |             |             |             |             |             | -           | 17          |             |             | -           |             |                |
| 1971  | Bonjour Mireille                  | -           | -           | -           |             |             |             |             |             | -           | -           | -           | -           |             |             | -           | -           | : Or           |
| 1976  | Et tu seras poète                 | -           | 86          | -           |             |             |             |             |             | -           | -           | -           | -           | -           | -           | 11          | -           |                |
| 1977  | Sentimentalement vôtre            | -           | -           | -           |             |             |             |             |             | -           | -           | -           | -           | -           | -           | 15          | -           | : Or           |
| 1978  | Fidèlement vôtre                  | -           | -           | -           |             |             |             |             |             | -           | -           | -           | -           | -           | -           | -           | -           | : Or           |
| 1982  | Trois milliards de gens sur Terre | -           | -           | -           |             |             |             |             |             | -           | -           | -           | -           | -           | 7           | -           | -           |                |
| 1985  | Les grandes chansons françaises   | -           | -           | -           |             |             |             |             | -           | -           | -           | -           | -           | -           | 15          | 29          | -           |                |
| 1990  | Ce soir je t'ai perdu             | -           | -           | -           | -           | 49          |             |             | -           | -           | -           | -           | -           | -           | -           | -           | -           |                |
| 1993  | Chante Piaf                       | -           | -           | -           | -           | 29          |             |             | -           | -           | -           | -           | -           | -           | -           | -           | -           |                |
| 2002  | De tes mains                      | -           | -           | -           | -           | 32          | -           | -           | -           | -           | -           | -           | -           | -           | -           | -           | -           |                |
| 2005  | Mireille Mathieu                  | -           | -           | -           | -           | 16          | -           | -           | -           | -           | -           | -           | -           | -           | -           | -           | -           |                |
| 2018  | Mes classiques                    | -           | -           | -           | -           | 31          | 80          | -           | 87          | -           | -           | -           | -           | -           | -           | -           | -           |                |

Ne sont présentés ci-dessus que les albums ayant été classés ou ayant reçu un disque de certification.
Les cases grisées signifient que les classements ne sont pas disponibles.

#### Albums studio en allemand
- 1969 : Mireille Mireille
- 1971 : Merci Mireille
- 1972 : Bonjour Mireille
- 1972 : Meine Traüme
- 1973 : Mireille Mathieu
- 1973 : MM
- 1974 : Und der Wind wird ewig singen
- 1975 : Wünsch dir was
- 1975 : Rendezvous mit Mireille
- 1976 : Herzlichst Mireille
- 1976 : Und wieder wird es Weihnachtszeit
- 1977 : Die schönsten deutschen Volkslieder
- 1977 : Das neue Schlageralbum
- 1978 : Der Rhein und Das Lied von der Elbe
- 1978 : Alle Kinder dieser Erde
- 1979 : So ein schöner Abend
- 1980 : Gefühle
- 1981 : Die Liebe einer Frau
- 1982 : Ein neuer Morgen
- 1983 : Nur für dich
- 1985 : Welterfolge aus Paris
- 1986 : In Liebe Mireille
- 1987 : Tour de l'Europe
- 1993 : Unter dem Himmel von Paris
- 1996 : In meinem Traum
- 1999 : Alles nur ein Spiel
- 2007 : In meinem Herzen
- 2009 : Nah bei dir
- 2013 : Wenn mein Lied deine Seele küsst

| Année | Album                         | Classements | Classements | Classements | Classements | Classements | Classements | Classements | Classements | Classements | Classements | Classements | Classements | Classements | Classements | Classements | Classements | Certifications |
| Année | Album                         | É-U         | CAN         | R-U         | IRL         | FRA         | BE/W        | BE/F        | SUI         | ITA         | ESP         | P-B         | ALL         | AUT         | SUE         | FIN         | AUS         | Certifications |
| ----- | ----------------------------- | ----------- | ----------- | ----------- | ----------- | ----------- | ----------- | ----------- | ----------- | ----------- | ----------- | ----------- | ----------- | ----------- | ----------- | ----------- | ----------- | -------------- |
| 1971  | Merci Mireille                | -           | -           | -           |             |             |             |             |             | -           | -           | -           | 7           |             |             | 27          | -           |                |
| 1972  | Bonjour Mireille              | -           | -           | -           |             |             |             |             |             | -           | -           | -           | 10          |             |             | -           | -           |                |
| 1972  | Meine Traüme                  | -           | -           | -           |             |             |             |             |             | -           | -           | -           | 33          |             |             | -           | -           |                |
| 1973  | MM                            | -           | -           | -           |             |             |             |             |             | -           | -           | -           | 8           | -           |             | -           | -           |                |
| 1974  | Und der Wind wird ewig singen | -           | -           | -           |             |             |             |             |             | -           | -           | -           | 24          | -           |             | -           | -           |                |
| 1975  | Wünsch dir was                | -           | -           | -           |             |             |             |             |             | -           | -           | -           | -           | -           | 45          | -           | -           |                |
| 1975  | Rendezvous mit Mireille       | -           | -           | -           |             |             |             |             |             | -           | -           | -           | 20          | -           | -           | -           | -           |                |
| 1976  | Herzlichst Mireille           | -           | -           | -           |             |             |             |             |             | -           | -           | -           | 27          | -           | -           | -           | -           |                |

Ne sont présentés ci-dessus que les albums ayant été classés ou ayant reçu un disque de certification.
Les cases grisées signifient que les classements ne sont pas disponibles.

#### Albums studio en espagnol
- 1989 : Embrujo / Hymne à l'amour (Hymno al amor)
- 1991 : Una mujer

#### Album studio en anglais
| Année | Album                      | Classements | Classements | Classements | Classements | Classements | Classements | Classements | Classements | Classements | Classements | Classements | Classements | Classements | Classements | Classements | Classements | Certifications |
| Année | Album                      | É-U         | CAN         | R-U         | IRL         | FRA         | BE/W        | BE/F        | SUI         | ITA         | ESP         | P-B         | ALL         | AUT         | SUE         | FIN         | AUS         | Certifications |
| ----- | -------------------------- | ----------- | ----------- | ----------- | ----------- | ----------- | ----------- | ----------- | ----------- | ----------- | ----------- | ----------- | ----------- | ----------- | ----------- | ----------- | ----------- | -------------- |
| 1979  | You and I (avec Paul Anka) | -           | -           | -           |             |             |             |             |             | -           | -           | -           | -           | -           | -           | 22          | -           |                |

### Albums Live
- 1968 : En direct de l'Olympia
- 1971 : En concert au Canada
- 1974 : Mireille à Byblos
- 1978 : Es ist Zeit für Musik
- 1982 : Bonsoir Mireille
- 1987 : A Moscou
- 2015 : Olympia

### Compilations
| Année | Album                    | Classements | Classements | Classements | Classements | Classements | Classements | Classements | Classements | Classements | Classements | Classements | Classements | Classements | Classements | Classements | Classements | Certifications |
| Année | Album                    | É-U         | CAN         | R-U         | IRL         | FRA         | BE/W        | BE/F        | SUI         | ITA         | ESP         | P-B         | ALL         | AUT         | SUE         | FIN         | AUS         | Certifications |
| ----- | ------------------------ | ----------- | ----------- | ----------- | ----------- | ----------- | ----------- | ----------- | ----------- | ----------- | ----------- | ----------- | ----------- | ----------- | ----------- | ----------- | ----------- | -------------- |
| 1967  | Mireille Mathieu         | -           | -           | -           |             |             |             |             |             |             |             |             | 2           |             |             | -           |             |                |
| 1969  | Rendezvous mit Mireille  | -           | -           | -           |             |             |             |             |             |             |             | -           | 25          |             |             | -           |             |                |
| 1973  | Disque d'or              | -           | -           | -           |             |             |             |             |             | -           | -           | -           | -           | -           |             | -           | -           | : Platine      |
| 1975  | Les grandes chansons     | -           | -           | -           |             |             |             |             |             | -           | -           | -           | -           | -           | 31          | 10          | -           |                |
| 1976  | Mireille Mathieu         | -           | -           | -           |             |             |             |             |             | -           | -           | -           | -           | -           | -           | 12          | -           |                |
| 1980  | Une histoire d'amour     | -           | -           | -           |             |             |             |             |             | -           | -           | -           | -           | -           | -           | -           | -           | : Or           |
| 1982  | 14 romanttista sävelmää  | -           | -           | -           |             |             |             |             |             | -           | -           | -           | -           | -           | -           | 2           | -           |                |
| 1983  | Mireille Mathieu         | -           | -           | -           | -           |             |             |             | -           | -           | -           | -           | -           | -           | -           | 2           | -           |                |
| 1988  | Les plus grands succès   | -           | -           | -           | -           | 15          |             |             | -           | -           | -           | -           | -           | -           | -           | -           | -           | : 2x Or        |
| 1998  | Meine Welt ist die Musik | -           | -           | -           | -           | -           | -           | -           | -           | -           | -           | -           | 34          | -           | -           | -           | -           |                |
| 2005  | Platinum collection      | -           | -           | -           | -           | 16          | 57          | -           | -           | -           | -           | -           | -           | -           | -           | -           | -           |                |
| 2006  | Films and Shows          | -           | -           | -           | -           | 77          | -           | -           | -           | -           | -           | -           | -           | -           | -           | -           | -           |                |
| 2014  | Une vie d'amour          | -           | -           | -           | -           | 8           | 8           | 130         | -           | -           | -           | -           | -           | -           | -           | -           | -           | : Or           |
| 2014  | Liebe lebt               | -           | -           | -           | -           | -           | -           | -           | -           | -           | -           | -           | 98          | -           | -           | -           | -           |                |
| 2015  | Noël                     | -           | -           | -           | -           | 52          | 56          | -           | -           | -           | -           | -           | -           | -           | -           | -           | -           |                |
| 2017  | Made in France           | -           | -           | -           | -           | -           | 73          | -           | -           | -           | -           | -           | -           | -           | -           | -           | -           |                |
| 2019  | Cinéma                   | -           | -           | -           | -           | 60          | 110         | -           | -           | -           | -           | -           | -           | -           | -           | -           | -           |                |

Ne sont présentés ci-dessus que les albums ayant été classés ou ayant reçu un disque de certification.
Les cases grisées signifient que les classements ne sont pas disponibles.

 Les cases vertes signifient qu'il s'agit du Top Compilations et non du Top Albums.

## Singles

### Classements
Ne sont présentés ici que les singles ayant été classés.

#### Années 1960
| Année | Single                                       | Classements | Classements | Classements | Classements | Classements | Classements | Classements | Classements | Classements | Classements | Classements | Classements | Classements | Classements | Classements | Classements | Ventes  |
| Année | Single                                       | É-U         | CAN         | R-U         | FRA         | BE/W        | BE/F        | SUI         | ITA         | ESP         | P-B         | ALL         | AUT         | SUE         | FIN         | ARG         | JAP         | Ventes  |
| ----- | -------------------------------------------- | ----------- | ----------- | ----------- | ----------- | ----------- | ----------- | ----------- | ----------- | ----------- | ----------- | ----------- | ----------- | ----------- | ----------- | ----------- | ----------- | ------- |
| 1966  | Mon credo                                    | -           | -           | -           | 1           | 3           | 8           | 10          | -           | -           | -           | 33          | -           | -           | -           | -           | -           | 500 000 |
| 1966  | Qu'elle est belle                            | -           | -           | -           | 1           | 9           | -           | -           | -           | -           | -           | 35          | -           | -           | -           | -           | -           | 300 000 |
| 1966  | Paris en colère                              | -           | -           | -           | 1           | 11          | -           | -           | -           | -           | -           | -           | -           | -           | -           | -           | -           | 400 000 |
| 1966  | Viens dans ma rue Celui que j'aime           | -           | -           | -           | 4           | 25          | -           | -           | -           | -           | -           | -           | -           | -           | -           | -           | -           | 200 000 |
| 1967  | Un homme et une femme                        | -           | -           | -           | -           | -           | -           | -           | -           | 15          | -           | -           | 11          | -           | -           | -           | -           |         |
| 1967  | Ce soir ils vont s'aimer                     | -           | -           | -           | 4           | 10          | -           | -           | -           | -           | -           | -           | -           | -           | -           | -           | -           | 100 000 |
| 1967  | Nous on s'aimera Pour un coeur sans amour    | -           | -           | -           | 6           | 11          | -           | -           | -           | -           | -           | -           | -           | -           | -           | -           | -           | 200 000 |
| 1967  | La dernière valse                            | -           | -           | 26          | 1           | 1           | 5           | 3           | -           | -           | -           | 30          | -           | -           | -           | 9           | -           | 400 000 |
| 1968  | J'ai gardé l'accent Je ne suis rien sans toi | -           | -           | -           | 4           | 4           | 16          | -           | -           | -           | -           | -           | -           | -           | -           | -           | -           | 200 000 |
| 1968  | Una canzone                                  | -           | -           | -           | 6           | 2           | 18          | -           | -           | -           | -           | -           | -           | -           | -           | -           | -           | 150 000 |
| 1968  | Ensemble                                     | -           | -           | -           | 8           | 4           | 15          | -           | -           | -           | 7           | 37          | 3           | -           | -           | -           | -           | 100 000 |
| 1968  | Sweet souvenirs of Stefan                    | -           | -           | -           | -           | -           | -           | -           | -           | -           | -           | 25          | -           | -           | -           | -           | -           |         |
| 1968  | C'est à Mayerling                            | -           | -           | -           | 10          | 21          | -           | -           | -           | -           | -           | -           | -           | -           | -           | -           | -           | 100 000 |
| 1969  | La première étoile                           | -           | -           | -           | 7           | 7           | 18          | -           | -           | -           | -           | -           | -           | -           | -           | -           | -           | 150 000 |
| 1969  | Hinter den Kulissen von Paris                | -           | -           | -           | -           | -           | 5           | -           | -           | -           | 15          | 5           | 4           | -           | -           | -           | -           |         |
| 1969  | Bonne fête maman                             | -           | -           | -           | 14          | 38          | -           | -           | -           | -           | -           | -           | -           | -           | -           | -           | -           | 50 000  |
| 1969  | Mon bel amour d'été                          | -           | -           | -           | 9           | 11          | -           | -           | -           | -           | -           | -           | -           | -           | -           | -           | -           | 100 000 |
| 1969  | Martin                                       | -           | -           | -           | -           | -           | -           | -           | -           | -           | -           | 12          | 20          | -           | -           | -           | -           |         |
| 1969  | Tarata-Ting, Tarata-Tong                     | -           | -           | -           | -           | -           | 19          | -           | -           | -           | -           | 18          | 8           | -           | -           | -           | -           |         |
| 1969  | Mon impossible amour                         | -           | -           | -           | 14          | 21          | -           | -           | -           | -           | -           | -           | -           | -           | -           | -           | -           | 100 000 |

 Les cases colorées signifient que le classement n'est pas celui de Mireille Mathieu mais de la chanson en elle-même, tous interprètes confondus. Le détail des différents interprètes est indiqué en note, à côté de chaque titre.

#### Années 1970
| Année | Single                                                            | Classements | Classements | Classements | Classements | Classements | Classements | Classements | Classements | Classements | Classements | Classements | Classements | Classements | Classements | Classements | Classements | Ventes         |
| Année | Single                                                            | É-U         | CAN         | R-U         | FRA         | BE/W        | BE/F        | SUI         | ITA         | ESP         | P-B         | ALL         | AUT         | SUE         | FIN         | ARG         | JAP         | Ventes         |
| ----- | ----------------------------------------------------------------- | ----------- | ----------- | ----------- | ----------- | ----------- | ----------- | ----------- | ----------- | ----------- | ----------- | ----------- | ----------- | ----------- | ----------- | ----------- | ----------- | -------------- |
| 1970  | Das Wunder aller Wunder ist die Liebe                             | -           | -           | -           | -           | -           | -           | -           | -           | -           | -           | -           | 12          | -           | -           | -           | -           |                |
| 1970  | Mon amour me revient                                              | -           | -           | -           | 13          | 18          | -           | -           | -           | -           | -           | -           | -           | -           | -           | -           | -           | 75 000         |
| 1970  | An einem Sonntag in Avignon                                       | -           | -           | -           | -           | -           | -           | -           | -           | -           | -           | 13          | 10          | -           | -           | -           | -           |                |
| 1970  | Pardonne-moi ce caprice d'enfant Pourquoi le monde est sans amour | -           | -           | -           | 5           | 13          | -           | -           | -           | -           | 26          | -           | -           | -           | -           | -           | -           | 300 000        |
| 1970  | Es geht mir gut, Chéri                                            | -           | -           | -           | -           | -           | -           | -           | -           | -           | -           | 16          | 12          | -           | -           | -           | -           |                |
| 1970  | Donne ton cœur, donne ta vie                                      | -           | -           | -           | 2           | 11          | -           | -           | -           | -           | -           | -           | -           | -           | -           | -           | -           | 250 000        |
| 1971  | Ganz Paris ist ein Theater                                        | -           | -           | -           | -           | -           | -           | -           | -           | -           | -           | 12          | 13          | -           | -           | -           | -           |                |
| 1971  | Une histoire d'amour                                              | -           | -           | -           | 2           | 6           | -           | -           | -           | -           | -           | -           | -           | -           | -           | -           | -           | 400 000        |
| 1971  | Der pariser Tango                                                 | -           | -           | -           | -           | -           | -           | -           | -           | -           | -           | 10          | -           | -           | -           | -           | -           |                |
| 1971  | C'est dommage                                                     | -           | -           | -           | -           | 23          | -           | -           | -           | -           | -           | -           | -           | -           | -           | -           | -           |                |
| 1971  | Acropolis Adieu                                                   | -           | -           | -           | 4           | 2           | 6           | 1           | -           | -           | -           | 3           | -           | -           | -           | -           | -           | 300 000        |
| 1972  | Corsica                                                           | -           | -           | -           | 12          | 17          | -           | -           | -           | -           | -           | 17          | -           | -           | -           | -           | -           | 100 000        |
| 1972  | En frappant dans nos mains                                        | -           | -           | -           | 12          | 16          | -           | -           | -           | -           | -           | -           | -           | -           | -           | -           | -           | 150 000        |
| 1972  | Hans im Glück                                                     | -           | -           | -           | -           | -           | -           | -           | -           | -           | -           | 16          | -           | -           | -           | -           | -           |                |
| 1972  | J'étais si jeune                                                  | -           | -           | -           | 17          | 25          | -           | -           | -           | -           | -           | -           | -           | -           | -           | -           | -           | 100 000        |
| 1973  | Moi c'est la chanson                                              | -           | -           | -           | -           | 43          | -           | -           | -           | -           | -           | -           | -           | -           | -           | -           | -           |                |
| 1973  | Regen ist schön                                                   | -           | -           | -           | -           | -           | -           | -           | -           | -           | -           | 44          | -           | -           | -           | -           | -           |                |
| 1973  | Emmène-moi demain avec toi                                        | -           | -           | -           | 16          | 25          | -           | -           | -           | -           | -           | -           | -           | -           | -           | -           | -           | 150 000        |
| 1973  | Roma, Roma, Roma                                                  | -           | -           | -           | -           | -           | -           | -           | -           | -           | -           | 29          | -           | -           | -           | -           | -           |                |
| 1973  | La Paloma adieu                                                   | -           | -           | -           | 5           | 7           | 3           | 3           | -           | -           | 7           | 1           | 3           | -           | -           | -           | -           | 400 000        |
| 1974  | Folle, folle, follement heureuse                                  | -           | -           | -           | -           | 25          | -           | -           | -           | -           | -           | -           | -           | -           | -           | -           | -           | 75 000         |
| 1974  | L'amour oublie le temps                                           | -           | -           | -           | -           | 26          | -           | -           | -           | -           | -           | 27          | -           | -           | -           | -           | -           |                |
| 1974  | Le Vent de la nuit                                                | -           | -           | -           | -           | 29          | -           | -           | -           | -           | -           | 28          | -           | -           | -           | -           | -           | 75 000         |
| 1975  | Un million d'enfants                                              | -           | -           | -           | 13          | 21          | -           | -           | -           | -           | -           | -           | -           | -           | -           | -           | -           | 150 000        |
| 1975  | Un jour tu reviendras                                             | -           | -           | -           | -           | 46          | -           | -           | -           | -           | -           | -           | -           | -           | -           | -           | -           |                |
| 1975  | On ne vit pas sans se dire adieu                                  | -           | -           | -           | 11          | 19          | -           | -           | -           | -           | -           | -           | -           | -           | 12          | -           | -           | 150 000        |
| 1975  | Addio                                                             | -           | -           | -           | -           | 20          | -           | -           | -           | -           | -           | -           | -           | -           | -           | -           | -           |                |
| 1975  | Der Zar und das Mädchen                                           | -           | -           | -           | -           | -           | -           | -           | -           | -           | -           | 8           | 6           | -           | -           | -           | -           |                |
| 1975  | Tous les enfants chantent avec moi                                | -           | -           | -           | 10          | 4           | -           | -           | -           | -           | -           | -           | -           | -           | -           | -           | -           | 200 000        |
| 1976  | Apprends-moi                                                      | -           | -           | -           | -           | 19          | -           | -           | -           | -           | -           | -           | -           | -           | -           | -           | -           | 75 000         |
| 1976  | Aloa-he                                                           | -           | -           | -           | -           | -           | -           | -           | -           | -           | -           | 36          | -           | -           | -           | -           | -           |                |
| 1976  | Ma mélodie d'amour                                                | -           | -           | -           | 10          | 13          | -           | -           | -           | -           | -           | -           | -           | -           | -           | -           | -           | 150 000        |
| 1976  | Kleine Schwalbe                                                   | -           | -           | -           | -           | -           | -           | -           | -           | -           | -           | 25          | 21          | -           | -           | -           | -           |                |
| 1976  | Ciao bambino, sorry                                               | -           | -           | -           | -           | 46          | -           | -           | -           | -           | -           | -           | -           | -           | -           | -           | -           |                |
| 1976  | Qu'attends-tu de moi                                              | -           | -           | -           | -           | 47          | -           | -           | -           | -           | -           | -           | -           | -           | -           | -           | -           |                |
| 1977  | Amour défendu                                                     | -           | -           | -           | 16          | 12          | -           | -           | -           | -           | -           | -           | -           | -           | -           | -           | -           | 100 000        |
| 1977  | Mille colombes                                                    | -           | -           | -           | 3           | 1           | -           | -           | -           | -           | -           | -           | -           | -           | -           | -           | -           | 600 000        |
| 1978  | Santa Maria de la Mer                                             | -           | -           | -           | 4           |             | 24          | -           | -           | -           | -           | 13          | 17          | -           | -           | -           | -           | 400 000 75 000 |
| 1978  | À Blue Bayou                                                      | -           | -           | -           | 16          |             | -           | -           | -           | -           | -           | -           | -           | -           | -           | -           | -           | 150 000        |
| 1979  | Un dernier mot d'amour                                            | -           | -           | -           | 14          |             | -           | -           | -           | -           | -           | -           | -           | -           | -           | -           | -           | 100 000        |
| 1979  | Un enfant viendra                                                 | -           | -           | -           | 18          |             | -           | -           | -           | -           | -           | -           | -           | -           | -           | -           | -           | 100 000        |
| 1979  | You and I (avec Paul Anka)                                        | -           | -           | -           | -           |             | -           | -           | -           | -           | -           | -           | -           | -           | 7           | -           | -           |                |
| 1979  | Zuhause wartet Natascha                                           | -           | -           | -           | -           |             | -           | -           | -           | -           | -           | 43          | -           | -           | -           | -           | -           |                |

Les cases grisées signifient que les classements ne sont pas disponibles.

#### Années 1980
| Année | Single                                        | Classements | Classements | Classements | Classements | Classements | Classements | Classements | Classements | Classements | Classements | Classements | Classements | Classements | Classements | Classements | Classements | Ventes  |
| Année | Single                                        | É-U         | CAN         | R-U         | FRA         | BE/W        | BE/F        | SUI         | ITA         | ESP         | P-B         | ALL         | AUT         | SUE         | FIN         | ARG         | JAP         | Ventes  |
| ----- | --------------------------------------------- | ----------- | ----------- | ----------- | ----------- | ----------- | ----------- | ----------- | ----------- | ----------- | ----------- | ----------- | ----------- | ----------- | ----------- | ----------- | ----------- | ------- |
| 1980  | Une femme amoureuse                           | -           | -           | -           | 3           |             | -           | -           | -           | -           | -           | -           | -           | -           | -           | -           | -           | 400 000 |
| 1981  | Bravo tu as gagné                             | -           | -           | -           | 13          |             | -           | -           | -           | -           | -           | -           | -           | 14          | -           | -           | -           | 200 000 |
| 1983  | Together We're Strong (avec Patrick Duffy)    | -           | -           | -           | 8           |             | 4           | -           | -           | -           | 2           | 34          | -           | -           | 2           | -           | -           | 300 000 |
| 1983  | Nur für dich                                  | -           | -           | -           | -           |             | -           | -           | -           | -           | -           | 39          | -           | -           | -           | -           | -           |         |
| 1984  | Goodbye my love (avec Peter Alexander)        | -           | -           | -           | -           |             | -           | -           | -           | -           | -           | 47          | 25          | -           | -           | -           | -           |         |
| 1986  | Don't talk to me of love (avec Barry Manilow) | -           | -           | -           | -           |             | 18          | -           | -           | -           | -           | -           | -           | -           | -           | -           | -           |         |

Les cases grisées signifient que les classements ne sont pas disponibles.